# Gurbux Singh
Pour les articles homonymes, voir Singh.
Gurbux Singh, né le 11 février 1935 à Peshawar, est un joueur indien de hockey sur gazon.

## Biographie
Il participe avec l'équipe nationale de hockey aux Jeux olympiques d'été de 1964 et aux Jeux olympiques d'été de 1968, remportant respectivement la médaille d'or et la médaille de bronze. 
Il est le frère du joueur de hockey sur gazon Balbir Singh.